# Mailand–Sanremo 1976
Mailand–Sanremo 1976 war die 67. Austragung von Mailand–Sanremo, einem eintägigen Radrennen. Es wurde am 19. März 1976 über eine Distanz von 288 km ausgetragen.
Das Rennen wurde von  Eddy Merckx vor Wladimiro Panizza und Michel Laurent gewonnen. Es war sein siebter und letzter Sieg bei Mailand-Sanremo.

## Teilnehmende Mannschaften
| Profi-Radsportteams (22)- Molteni-Campagnolo - Scic - Peugeot-Esso-Michelin - Miko-de Gribaldy-Superia - Maes Pils-Rokado - Bianchi-Campagnolo - Brooklyn - Sanson - IJsboerke-Colnago - TI-Raleigh-Campagnolo - Jollj Ceramica–Decor - Gitane-Campagnolo - G.B.C.-TV Color-Sony - Ebo-Cinzia - Magniflex-Torpado - Kas-Campagnolo - Gan-Mercier-Hutchinson - Furzi-Vibor - Super Ser - Zonca-Santini - Flandria-Velda-West Vlaams Vleesbedrijf - Cuneo-Benotto |
| |

## Ergebnis
| Rang | Fahrer                 | Team                     | Zeit       |
| ---- | ---------------------- | ------------------------ | ---------- |
| 1    | Eddy Merckx            | Molenti-Campagnolo       | 6h 55' 28" |
| DSQ  | Jean-Luc Vandenbroucke | Peugeot-Esso-Michelin    | [ 2 ]      |
| 2    | Wladimiro Panizza      | SCIC-Bottecchia          | + 28"      |
| 3    | Michel Laurent         | Miko-de Gribaldy-Superia | + 31"      |
| 4    | Walter Planckaert      | Maes Pils-Rokado         | + 33"      |
| 5    | Rik Van Linden         | Bianchi-Campagnolo       | gl. Zeit   |
| 6    | Patrick Sercu          | Brooklyn                 | gl. Zeit   |
| 7    | Roger De Vlaeminck     | Brooklyn                 | gl. Zeit   |
| 8    | Francesco Moser        | Sanson                   | gl. Zeit   |
| 9    | Walter Godefroot       | IJsboerke–Colnago        | gl. Zeit   |
| 10   | Wilfried Wesemael      | Miko-de Gribaldy-Superia | gl. Zeit   |